# Gelibolu
Gelibolu, znan tudi kot Gallipoli (grško Καλλίπολις, Kallipolis, »lepo mesto«), je mesto v provinci Çanakkale v regiji Marmara, ki je v vzhodni Trakiji v evropskem delu Turčije na južnem obala polotoka, imenovana po njem v ožini Dardanele, tri kilometre stran od Lapsekija na drugi obali. Je sedež okrožja Gelibolu in je leta 2021 imel 31.782 prebivalcev.

## Zgodovina
Makedonsko mesto Callipolis je bilo ustanovljeno v 5. stoletju pred našim štetjem. Ima bogato zgodovino kot pomorska baza za različne vladarje.
Cesar Justinijan I. je utrdil Galipoli in tam ustanovil pomembna vojaška skladišča za žito in vino, od katerih je še vedno mogoče videti nekaj bizantinskih ruševin. Po zavzetju Konstantinopla s strani Latincev leta 1204 je Galipoli prešel v oblast Beneške republike. Leta 1294 so Genovežani premagali beneško silo v soseščini. Katalonska družba, skupina Almogavarjev, pod vodstvom Rogerja de Flora, se je tu ustanovila leta 1306 in po smrti njihovega vodje pobila skoraj vse državljane; so jih zaman oblegale zavezniške čete Benetk in Bizantinskega cesarstva in so se umaknile leta 1307 po razgradnji utrdb. Potem ko je bila obramba mesta poškodovana v potresu, so ga leta 1354 osvojili Turki in postalo prvo oporišče Osmanskega cesarstva v Evropi. Sultan Bajazid I. (1389–1403) je tam zgradil grad in stolp, ki ju je še vedno mogoče videti. Leta 1416 so Benečani pod vodstvom Pietra Loredana tu premagali Turke. Galipoli je mesto »grobnic tračanskih kraljev«, kar se nanaša na grobove islamskih piscev Ahmeda Bicana (umrl 1466) in njegovega brata Mehmeda Bicana (umrl 1451).
V osmanskem obdobju je bilo mesto glavno mesto sandžaka Gelibolu in prvotno središče ejaleta Kapudan paše; med letoma 1864 in 1920 je mesto pripadalo vilajetu Edirne Osmanskega cesarstva. Leta 1904 je bila grška škofija Kalipolis povišana v metropolijo in je navedena pod Ekumenskim patriarhatom v Konstantinoplu.
Od začetka 17. stoletja do začetka 20. stoletja je v Galipoliju živelo razmeroma veliko sefardskih Judov, potomcev tistih, ki so bežali pred špansko inkvizicijo.
Leta 1854 so mesto med krimsko vojno zavzele zavezniške francoske in britanske vojske, ki so okrepile obrambne konstrukcije iz leta 1357. Veliko vojakov je tam umrlo zaradi kolere in so pokopani na lokalnem pokopališču. Galipolijske puške so varovale Marmarsko morje do leta 1878, ko so zgradili več utrdb, ko so Rusi grozili, da bodo zavzeli Konstantinopel.
Bolgarska vojska je med prvo balkansko vojno ogrožala Gelibolu in leta 1912 napredovala do Bolayırja. Med prvo svetovno vojno sta bila polotok in mesto priča vrsti nepozabnih bitk (glej bitka za Galipoli). Mesto je zasedla grška vojska v letih 1920–1922, dokončno pa je bilo vrnjeno Turčiji leta 1923 po Lozanski pogodbi. Tako kot otok Imbros ob zahodni obali polotoka je imel Galipoli večino grškega prebivalstva od antičnih časov do prve svetovne vojne. Vendar je bil izvzet v 2. členu konvencije o izmenjavi grškega in turškega prebivalstva (1923), so bili grški prebivalci izgnani ali pobiti med turško vojno za neodvisnost. Med letoma 1922 in 1926 je bilo mesto središče province in okrožja Gelibolu, Eceabat, Keşan (Enez je postal del Keşana pred letom 1953) in Şarköy.

### Škofija
Krščanska škofija, sufraganija Herakleje, glavnega mesta in metropolitanskega sedeža rimske province Evropa. Ohranjeni dokumenti navajajo imena treh njegovih škofov iz obdobja pred vzhodno-zahodnim razkolom: Ciril, ki je bil na koncilu v Efezu leta 431; Harmonius, ki je sodeloval na sinodi, ki jo je imel carigrajski patriarh Menas leta 536, da bi obsodil miafizitskega patriarha Anthima I. iz Carigrada; Melchisedec, ki je sodeloval na drugem koncilu v Niceji (787).
Škofija je bila še naprej sedež Grške pravoslavne cerkve vse do leta 1923, ko je prišlo do izmenjave prebivalstva med Grčijo in Turčijo. Le Quien omenja tri izmed teh škofov, ki so živeli v 14. in 15. stoletju. Od zgodnjega 13. stoletja so bili v Callipolisu tudi škofje latinske cerkve.
Ni več rezidenčna škofija, Katoliška cerkev je danes navedla Callipolis kot naslovni sedež.

## Gelibolu danes
Gelibolu je zdaj upravno središče province Çanakkale. Gelibolu je znan po konzerviranju sardel.
- Narodni park Gallipoli
- Obalna promenada Gelibolu v bližini svetilnika
- Atatürkov kip v Geliboluju
- Pogled na Gelibolu z morja